# Цонкапа
Чже (Дже) Цонка́па (встречаются также написания: Цонгкапа, Цонкхапа, Цзонкхапа, Цзонхава, Цзонкапа, Цонгкапа, Цзонхапа, Цзункэба[уточнить], Зонкава; тиб. ཙོང་ཁ་པ; монг. Зонхов; калм. Зунква; бур. Зонхобо, Зонхаба; 1357—1419) — тибетский религиозный деятель, философ и проповедник. Вошёл в историю как реформатор тибетского буддизма и основатель школы гелуг, впоследствии ставшей в Тибете наиболее многочисленной, и игравшей важнейшую роль в политике Тибета и близлежащих стран.

## Предыдущие жизни
Традиция гласит, что в одной из своих предыдущих жизней Дже Цонкапа, будучи маленьким мальчиком, поднёс Будде Шакьямуни хрустальные чётки и взамен получил от него раковину. Обратясь к своему ученику Ананде, Будда предрёк, что мальчик переродится в Тибете и сыграет ключевую роль в возрождении его Учения — Дхармы. Будда добавил, что при посвящении мальчик получит имя Суматикирти, то есть, по-тибетски, Лобсанг Драгпа.

## Биография
Дже Цонкапа родился в 1357 году, в десятый день десятого месяца, в долине Цонка провинции Амдо восточного Тибета. В переводе с тибетского «цонг» означает «дикий лук», а «кха» — «место, падь». По этой причине многие думают, что его имя и произошло от названия местности. По другой версии, его настоящее имя пишется не цонка, а цанка — «средняя часть жилища», которое в амдосском диалекте произносится как «цонкха». Цонкапа, которого в Тибете почтительно называют Дже Ринпоче («Досточтимый и Драгоценный»), никогда не похвалялся личными духовными свершениями, и о глубине его медитативного опыта свидетельствовали лишь его случайные оговорки. Однако, он не скрывал своих близких отношений с Бодхисаттвой Манджушри, от которого напрямую получал наставления и которого мог видеть так же отчётливо, как и любого обычного человека. Пабонка Дечен Ньингпо называл ламу Цонкапу «Царём Дхармы трёх миров»; так же его почитали и другие тибетские мастера прошлого и настоящего. В литературе школы Гелуг имя Цонкапы обычно предваряется титулом «Всеведущий Наставник».

### Ранние годы
В трёхлетнем возрасте Цонкапа получил полные обеты буддиста-мирянина от четвертого Кармапы IV Ролпе Дордже, который также даровал ему имя Кунга Ньингпо. В семь лет он принял обеты монаха-послушника от своего наставника Чойдже Дондупа Ринчена и был назван Лобсангом Драгпа. Уже в столь юном возрасте Цонкапа получил многие учения и посвящения в тантры Херуки, Ямантаки и Хаягривы и знал наизусть такие тексты, как «Произнесение имён Манджушри».

### Образование
Движимый страстью к обретению духовных знаний, Цонкапа много путешествовал и обучался у наставников всех традиций тибетского буддизма. 
В шестнадцатилетнем возрасте он отправился в монастырь школы Дрикунг Кагью в центральном Тибете, где приступил к изучению Дхармы под руководством настоятеля Ченга Чокьи Гьялпо, от которого получил наставления по бодхичитте и Махамудре. Кончог Кьяб из того же монастыря передал ему свои знания о медицине, и всего через год Цонкапа достиг мастерства в этой области. Одарённый необычайной памятью, он без труда запоминал даже самые сложные тексты. Так, он выучил наизусть весь комментарий к обширному коренному тексту по своду правил монашеской дисциплины (Виная), запоминая по 17 фолиантов в день. Слава об этом духовном гении скоро разнеслась по всей стране и в итоге дошла даже до китайского императора Чжу Юаньчжана, который послал ему приглашение посетить Китай.
Из Дрикунга Цонкапа направился в монастырь Чодра Ченпо Дэвачен, где продолжил своё образование. За два года он освоил все труды Будды Майтрейи и тексты по Праджняпарамите. Добившись высокого мастерства в искусстве философских диспутов, он прославился своей эрудицией.
Во время посещения Ньяпон Кунга Пел в Цечене Дже Ринпоче встретил сакьяского учителя Рендаву, которого позже стал считать своим основным духовным наставником. Именно в этот момент Цонкапой была написана знаменитая молитва «мигдзема», переадресованная Рендавой ему же самому. У Рендавы и другого своего наставника школы Сакья Кажипа Лосела Цонкапа получил наставления по монашеской дисциплине, феноменологии, теории достоверного познания, Мадхьямаке и Гухьясамаджа-тантре. Он также получил передачи Шести Йог Наропы, Калачакры, Махамудры, Ламдрэ (Пути и Плода), Чакрасамвары и многие другие, а впоследствии передал их своим ученикам.

### Духовная практика
В возрасте двадцати пяти лет Дже Цонкапа принял полное монашеское посвящение, и затем, в Наньинге, начал преподавать Абхидхарму. В это время у него начались сильные боли в спине, но он самостоятельно вылечился от этого недуга, применив метод, полученный в монастыре Сакья от Дордже Ринчена, который также преподал ему толкование Хеваджра-тантры.
Усердие Цонкапы в духовных занятиях было неистощимым. Помимо изучения и преподавания философии, он интенсивно занимался йогой и медитацией, а также различными очистительными практиками[неизвестный термин]. Цонкапа совершил 3,5 миллиона простираний, 1,8 миллионов подношений мандалы и прочёл бессчётное количество раз мантру Ваджрасаттвы. 
Ему постоянно являлись йидамы, особенно бодхисаттва  Манджушри, которому он мог задавать вопросы и получать разъяснения глубинных аспектов учения. Кроме того, он множество раз уходил в затворничество. Самое длительное затворничество, в Волкха Чолунге, продолжалось четыре года. В это время рядом с Цонкапой находились только восемь его ближайших учеников.
В целом Цонкапа обучался под руководством более ста учителей, усердно выполнял духовную практику и, в свою очередь, обучил тысячи учеников, по большей части в центральных и восточных районах Тибета. Он также много писал. Собрание его сочинений в восемнадцати томах включает в себя сотни трудов по всем аспектам буддийского учения, разъясняющие наиболее трудные для понимания положения Сутраяны и Мантраяны.

### Основные труды
Главные работы Дже Цонкапы: «Большое руководство по этапам пути к пробуждению» (Ламрим Ченмо), «Большое руководство по этапам пути тантры» («Нагрим Ченмо»), «Сущность искусства изложения иносказательных и буквальных учений» (Drang-nges legs-bshad snying-po), «Хвала взаимозависимости» (rTen-'brel bstod-pa), «Ясное описание пяти стадий Гухьясамаджи» (gSang-'dus rim-lnga gsal-sgron) и «Золотые чётки» (gSer-phreng). Первую из упомянутых работ, «Большое руководство», Цонкапа завершил в 1402 году. Этот труд, основанный на тексте Атиши «Светоч на пути к Пробуждению», подробно и поэтапно излагает весь путь к состоянию будды и является базовым учебным пособием в школе гелуг.
Цонкапа учил тысячи монахов, и среди множества его ближайших учеников наиболее выдающимися стали: Гьялцаб Дарма Ринчен (1364 — 1432); Кхедруб Гелег Пелзанг (1385 — 1438); Гьялва Гендун Дуп (1391 — 1474; первый Далай-лама), основатель монастыря Ташилунпо в Шигацзе; Джамьян-чойдже Таши Палден (1379 — 1449), основатель монастыря Дрепунг; Джамчен-чойдже Шакья Еше, основавший монастырь Сэра; Дже Шераб Сенге, основатель Гьюме — Нижнего тантрического колледжа — и монастыря Сегью; Кунга Дондуп, основатель Гьюте — Верхнего Тантрического колледжа.

## Реформы тибетского буддизма
Одной из главных целей письменных трудов, учений и практики Дже Цонкапы была реформа тибетского буддизма. Его очень беспокоили нарушения монашеской дисциплины, которые к тому времени стали обычным явлением в монастырях Тибета, неверные толкования Дхармы, а также деградация тантрической практики. В особенности он критиковал распространившиеся среди тибетских тантриков сексуальные практики, что, по его мнению, было несовместимо с высокими монашескими идеалами, которым учил Будда.
Частично реформы, задуманные Цонкапой, были направлены на создание новой традиции, которая, подобно её основателю, уделяла бы большое внимание строгому следованию правил Винайи, всестороннему изучению буддийской философии и тантрической практике, соответствующей монашеским обетам. Название основанной им школы — «Гелуг» — в переводе означает «Добродетель» и в полной мере отражает намерения родоначальника этой системы.

## Два ближайших ученика Цонкапы
Когда Цонкапе было около сорока лет, ему в видении явился бодхисаттва Манджушри, который подтвердил, что Цонкапа достиг прямого познания пустоты (шуньяты) и больше не нуждается в наставлениях на эту тему. Затем Манджушри посоветовал Цонкапе продолжать проповедовать Дхарму на основе учений Нагарджуны и Атиши. Вскоре после этого Цонкапа отправился к югу от Лхасы, где и встретил своего будущего ученика Гьялцаба Дарма Ринчена (1364 — 1432), который в то время принадлежал к школе сакья и уже прославился как великий учёный этой традиции, блестяще владеющий искусством философского диспута.
Их первая встреча произошла, когда Цонкапа начинал одно из своих публичных учений. Гьялцаб открыто оспорил авторитет Цонкапы, усевшись на его трон, но, когда Цонкапа начал говорить, Гьялцаб понял, что знания Дже Ринпоче намного превосходят его собственные. В ходе комментариев Цонкапа отвечал на все те вопросы, которые ранее казались Гьелцабу неразрешимыми, и тот вскоре осознал, что ведёт себя недопустимо. Соскочив с трона, он смиренно сделал три простирания перед наставником и занял место среди слушателей. Позже он стал одним из двух «сердечных» учеников Цонкапы. Другим был Кхедруб Гелег Пелзангпо (1385 — 1438), который стал последователем Цонкапы несколькими годами раньше.

## Конец жизни и духовное наследие
Цонкапа ушёл из жизни в возрасте шестидесяти лет, в 1419 году, в двадцать пятый день десятого тибетского месяца. По свидетельствам учеников, в момент смерти его тело преобразилось в прекрасное юное тело Манджушри, источающее радужный свет, что было несомненным признаком его ухода в нирвану.
После ухода Цонкапы, Кхедруб-чже и Гьелцаб-чже сохранили и передали потомкам созданную им систему. По просьбе других учеников Гьелцаб взошёл на трон Ганден, получив официальное признание в качестве основного преемника линии Цонкапы. Он сохранял за собой этот пост в течение двенадцати лет, вплоть до своей кончины. За свою жизнь Гьелцаб-чже написал ряд значимых трудов, собрание его сочинений насчитывает восемь томов. Следующим за Гьелцабом держателем трона Ганден в течение семи лет был Кхедруб, который затем скончался в возрасте пятидесяти четырёх лет. Эти два наставника считаются «духовными сыновьями» Цонкапы, на танках их часто изображают сидящими по обе стороны от Дже Ринпоче.

## Дань памяти
Серебряная статуя Ламы Цонкапы, изготовленная в Джунгарии ойратскими мастерами при непосредственном участии ойрат-калмыцкого просветителя Зая-Пандиты и привезённая им в 1655 году на Волгу. Хранилась у калмыцких ханов. Считалось своего рода талисманом народа, символом государственной власти. Увезена в 1771 году Убаши-ханом в Джунгарию. В настоящее время святыня калмыцкого народа хранится в Центральном хуруле Монголии в Улан-Баторе и известна там под названием «Хальмг Богдо» (монг. Халимаг Богд — «Калмыцкий святой»).
В 1977 году в Тоскане (Италия) под эгидой Фонд поддержания традиции Махаяны был основан Институт Ламы Цонкапы, ставший одним из крупнейших буддийских образовательных учреждений в Европе. 
В 2001 году тибетский лама-эмигрант, доктор буддийской философии Кхенпо Кьосанг Ринпоче основал во французском Эльзасе Институт им. Дже Цонкапы (тиб. rje tsong kha pa rig pa’i 'byung gnas gling).
В 2008 году в Калмыкии был построен тантрический монастырь Владыки Зонкавы. 
Созданная в 2013 году в России централизованная религиозная организация учеников ламы школы гелуг геше Тинлея была названа «Дже Цонкапа»; то же название носит и действующее при нём книжное издательство.

## Сочинения, переведённые на русский язык
- Большой ламрим:

Лам-рим чен-по (степени пути к блаженству). Сочинение Цзонхапы в монгольском и русском переводах. Том 1. Вып. 2. Русский перевод. Пер. Г. Цыбикова. Владивосток, 1913.
Чже Цонкапа. Большое руководство к этапам Пути Пробуждения. 5 тт. Пер. А. Кугявичюса., под ред. А. Терентьева. Стихотворные отрывки в пер. М. Кожевниковой. Спб., 1994—2001 2-е изд.: 2 тт. Спб., 2007. 3-е изд.: 2 тт. СПб., 2010. 6-е изд., испр.: 2 тт. СПб.: Нартанг, 2019.
- Byang-chub lam-gyi rim-pa’i la khrid-gyi sa-bcad [работа, посвящённая структуре Ламрима] // Чже Цонкапа. Большое руководство к этапам Пути Пробуждения. 5 тт. Пер. А. Кугявичюса, под ред. А. Терентьева. Т. 1, с. XLVIII—LX. Спб., 1994; Т. II, с. XVI—XIX. Спб., 1995; Т. III, с. XIII—XX. Спб., 1997
- Средний ламрим:

Чже Цонкапа. Сокращённое руководство к этапам пути Пробуждения (Средний Ламрим Ченмо) / пер. с тиб. А. Кугявичуса, ред. А. А. Терентьев. М.: Фонд «Сохраним Тибет», 2016.
Средний Ламрим. Раздел «Проникновение». Пер. Ильи Кучина
- Малый ламрим:

Чже Цонкапа. Краткое изложение поэтапного пути к просветлению. Пер. Людмилы Трегубенко под рук. геше Церинг Дондруба. М., 2006
Чже Цонкапа. Краткое изложение смысла учения об Этапах Пути. Пер. А. И. Вязниковцева. // Религиозно-философский альманах «Дхарма». Вып. 1-2. Улан-Удэ, 1996. С. 8-18
Чже Цонкапа. Краткая сокращённая практика этапов пути Пробуждения. Пер. Буддийского Университета «Даши Чойнхорлин». Верхняя Иволга, 2007
Чже Цонкапа. Краткие основы практики постепенного Пути Пробуждения // Чже Цонкапа. Большое руководство к этапам Пути Пробуждения. 5 тт. Пер. А. Кугявичюса, под ред. А. Терентьева. Т. 2 Спб., 1995. С. 166—175
Малый Ламрим. Краткое руководство к этапам пути Пробуждения. Пер. Ю. Спиридонова. СПб.: Лелина Е. Н., 2017
Краткий ламрим – «Песни переживаний». Пер. с тиб. на англ. Александра Берзина, пер. с англ. Лобсанг Тенпы, август 2017.
Лама Цонкапа. Краткий смысл стадий пути к пробуждению (Песнь опыта). Пер. Бема Митруева.
- Нгагрим:

Цзонхава. Ступени Великого Пути Победоносного Владыки Ваджрадхары, или так называемый Анализ сущности Всех Тайн. Агрим. 1987 (с англ. перевода Дж. Хопкинса)
Чже Цонкапа. Большое руководство к этапам Мантры. 3 тт. Пер. А. Кугявичюса. Т. 1, Спб., 2011. Т. 2, 3, Спб., 2012. 2-е изд., испр.: 3 тт., СПб.: Изд-е А. Терентьева, (Нартанг), 2019.
- Основа совершенств

Дже Цонкапа. Основы всех благих качеств. Пер. И. С. Урбанаевой (гецулмы Тензин Чойдрон). // Журнал «Дже Цонкапа», №1, июль 2009. 
Основание совершенств. Пер. Б. Загумённова
Дже Цзонхава. Основание Совершенств // Гаруда : журнал. — СПб.: Алга-Фонд, 1994. — № 2 (7). — С. 51—56. Архивировано 18 апреля 2025 года.
Просьба груд благословений Ступеней Пути к Пробуждению, известная как "Основа всех достоинств". Пер. гелонга Тензина Гонпо
Основа всех благих качеств («Йон-тен шир-гьюр-ма»). Пер. с тиб. на англ. Джампел Лхундрупа, пер. с англ. Лобсанг Тенпы
- Три основы Пути

Чже Цонкапа. Три основы Пути. Пер. М. Малыгиной
Чже Цонкапа. Три основы Пути. Перевод: Санкт-Петербургский Буддийский Храм «Дацан Гунзэчойнэй»
Чже Цонкапа. Три Основы Пути. Пер. М. Кожевниковой // «Буддизм России», № 31, 1999. С. 26-27
Чже Ринпоче. Три вида главного в Пути. Пер. гелонга Тензина Гонпо
Чже Цонкапа. Три основы пути. // Далай-лама. О трех основах пути. Комментарий к произведению Чже Цонкапы. Пер. с англ. Ю. Жиронкиной.
- Легшед нинпо:

Дже Цзонхава. Сущность хорошо изложенных разъяснений, или Трактат, анализирующий условное и прямое значения (писания). Пер. с тиб. на англ. Е. Обермиллера, пер. с англ. Е. Харьковой // Альманах Orient. Вып. 2-3. Исследователи Центральной Азии в судьбах России. С. 170—185
Правильно изложенная суть — [трактат], открывающий установленный и подлежащий установлению смыслы [слов Будды] (Легшед нинпо) / пер. с тиб. И. Кучина, 2019.
- Счастливая судьба:

Чже Цонкапа. Счастливая судьба // Учения Е. С. Далай-ламы ХIV для буддистов России – 2011 / Пер. с тиб. на англ. А.Берзина, Шерпы Тулку и Глена Муллина, пер. с англ. М. Малыгиной.. — Дхарамсала, 2011. — С. 87—92.
Чже Цонкапа. Повествование о постижениях «Прекрасное стремление» (Счастливая судьба) // Сборник ежедневных молитв и практик для преобразования ума / пер. Ч. Монгуша. — СПб.: Центр «Четыре Благородные Истины», 2017. — С. 28—33. — 196 с.
- Восхваление взаимозависимости:

Чже Цонкапа. Хвала Будде Шакьямуни за учение о взаимозависимости (пер. Майи Малыгиной)
Цзонхава. Восхваление [учения о] зависимом возникновении // Доктрина зависимого возникновения в тибето-монгольской схоластике / А. М. Донец. — Улан-Удэ: Изд-во БНЦ СО РАН, 2004. — С. 187—194. — 268 с. — 500 экз. — ISBN 5–7925–0150–5.
- Чже Цонкапа. Суть прекрасных изречений восхваления взаимозависимого возникновения / пер. Дагбы Очирова. — Верхняя Иволга: Иволгинский дацан, 2007. — 48 с. Архивировано 18 сентября 2011 года.
- Чже Цонкапа. Последовательное руководство к глубокому пути шести учений Наропы «Обладающее троичной надёжностью». Пер. А. Кугявичюса, ред. А. Терентьев. Спб., 2007. 2-е изд: Спб., 2013.
- Золотое ожерелье прекрасных изречений [большое толкование «Абхисамаяламкары» и её комментариев] (неизданный перевод Е. Обермиллера)[5]
- Записи относительно (текста) Украшение срединности, составленные самим Дже (Цонкапой) (комментарий к Шантаракшите). Пер. О. Э. Филиппова
- Чже Цзонкапа. Тантрическая этика. Объяснение этических принципов практики буддизма ваджраяны (Плодовые Гроздья Сиддхи). Пер. с англ. СПб.: Лёлина Е. Н., 2012
- Благопожелание Гухьясамаджи. Пер. с тиб. Олега Филиппова
- Песнь цариц весны. Пер. А. А. Терентьева
- Благопожелание Ламрима [Ламрим Монлам Щугсо]. Пер. Тензина Гонпо
- Восхваление Будды Шакьямуни. Пер. Юрия Спиридонова
- Чже Цонкапа. Заданные с совершенно чистым помыслом вопросы, привлекающие внимание к сути духовной практики. Пер. Алексея Васильева. 2021
- Объяснение текста Ашвагхоши «Пятьдесят строф почитания Гуру», называемое «Исполнение всех надежд учеников». Пер. с англ. Возрождение буддизма в России, 2020.
- Восхваление необычайному божеству Ачале. Пер. с тиб. на англ. Гэвина Килти, пер. с англ. Лобсанг Тенпы.
- Текст Ламы Цонгкхапы по учению Дзогчен. Пер. Бема Митруева, 2014.
- Наставления о принятии страданий в качестве духовного пути. Пер. Чеченбая Монгуша, 2022.
- Восхваление Манджушри «Молодое облако зари». Пер. ачарьи Тинлей Палмо, 2023.
- Восхваление Сарасвати «Белое Облако»